# Photoscotosia undulosa
Photoscotosia undulosa là một loài bướm đêm trong họ Geometridae.